# دلناز ایرانی
دلناز ایرانی (به انگلیسی: Delnaaz Irani) (زاده ۴ سپتامبر ۱۹۷۲) بازیگر هندی است.
از فیلم‌هایی که وی در آن نقش داشته‌است می‌توان به آنچه دل بخواهد اشاره کرد.

## فیلم‌شناسی
فهرست برخی از فیلم‌هایی که دلناز ایرانی در آنها به ایفای نقش پرداخته‌است:
- آنچه دل بخواهد
- ما همدیگر را خواهیم دید
- تو مرا دیوانه کردی
- چقدر باحال هستیم ۲
- باران
- عشق واقعی